# Ferran Sancho Pifarré
Ferran Sancho Pifarré   (Barcelona, 1953) és un economista i ex-rector de la Universitat Autònoma de Barcelona.
Es va llicenciar en Econòmiques i Empresarials a la Universitat Autònoma de Barcelona. Més tard va estudiar a Universitat de Califòrnia a Berkeley on va realitzar un Màster i el 1983 es va doctorar a la UAB.
El 2012 va ser proclamat rector en unes eleccions molt disputades, on Sancho no va obtenir la majoria de vots absoluts, però amb la ponderació dels diferents col·lectius va guanyar les eleccions.
La seva recerca s'ha centrat en la política impositiva i la política fiscal mediambiental, el desenvolupament de models computacionals i l'anàlisi inter-industrial.